# Parque nacional de los Pieninos (Polonia)
El parque nacional de los Pieninos (o de los Pieniny; (en polaco: Pieniński Park Narodowy)) es uno de los parques nacionales de Polonia, un pequeño parque declarado en 1932 que protege el corazón de las montes Pieninos, una pequeña cadena montañosa localizada en el voivodato de Pequeña Polonia, en el sur del país.

## Descripción
El parque nacional está ubicado en la parte más al sur de Polonia, en la frontera con Eslovaquia. La cordillera de los montes Pieninos se divide en tres partes: Pieniny Spiskie, Małe Pieniny y Pieniny Właściwe (en donde se encuentra el parque). La superficie del parque es 23,46 km², de los cuales está cubierta de bosques en 13,11 km². Una tercera parte (7,5 km²) están estrictamente protegidos.

## Imágenes

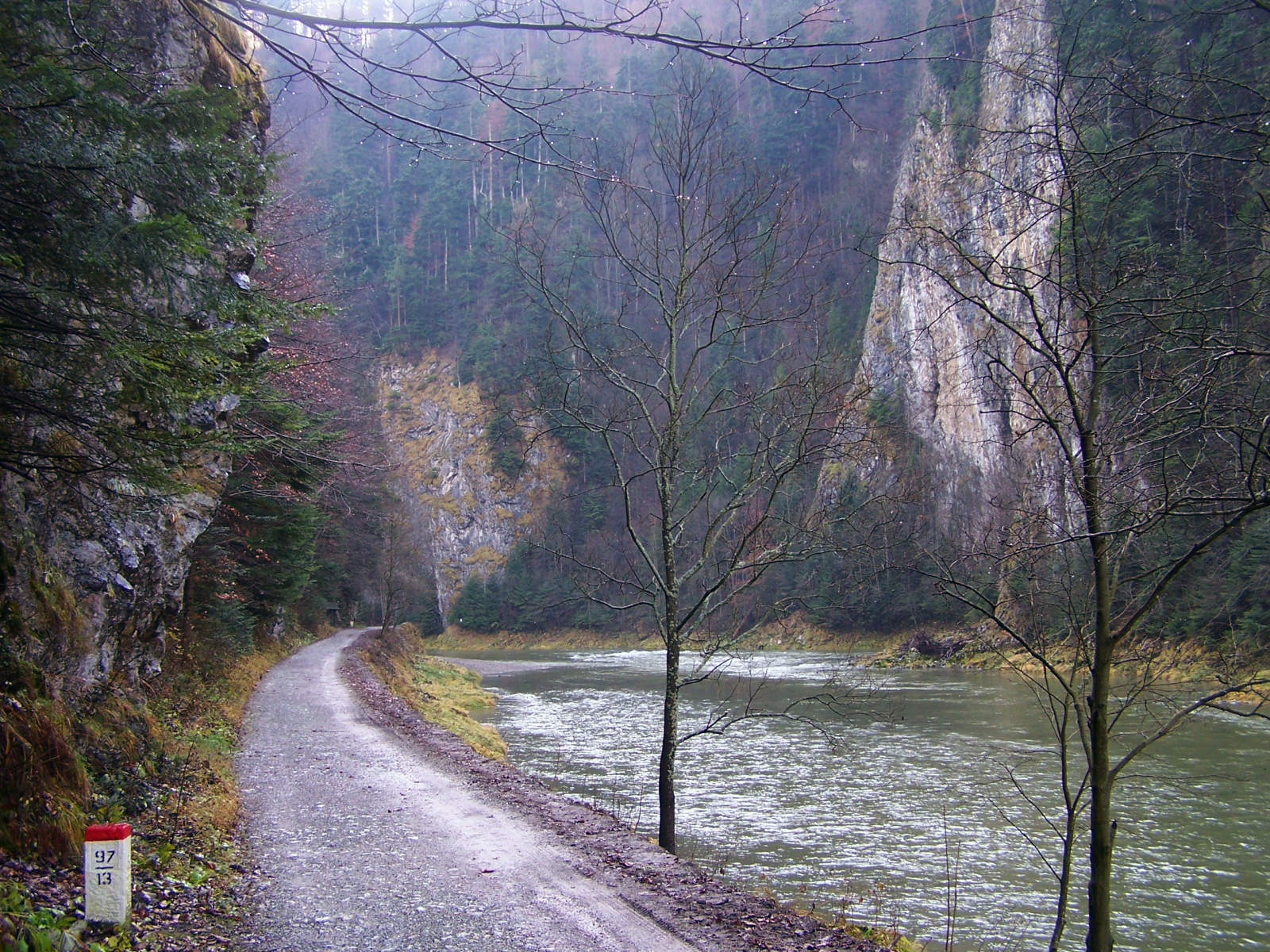
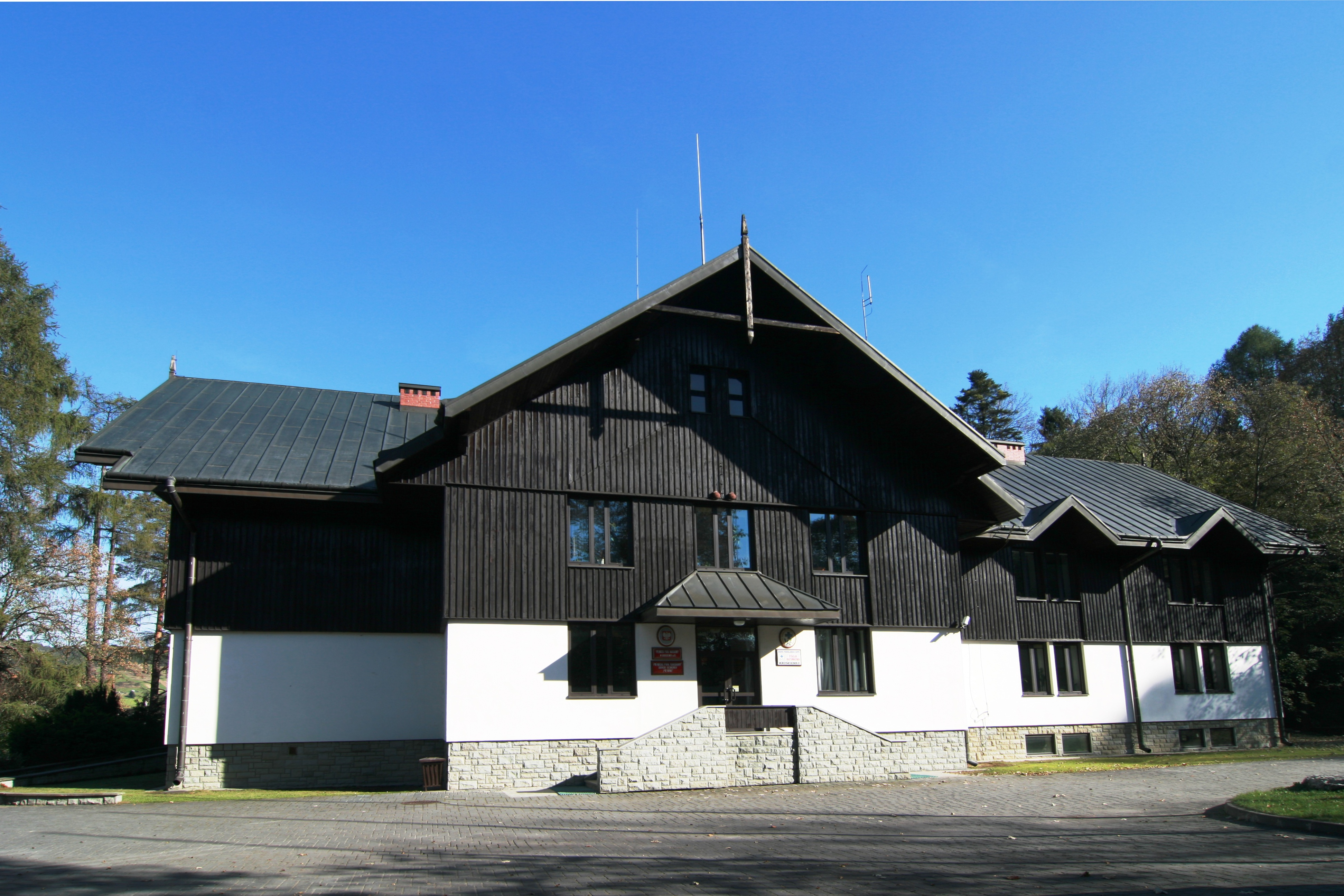
Sede de la administración del parque.
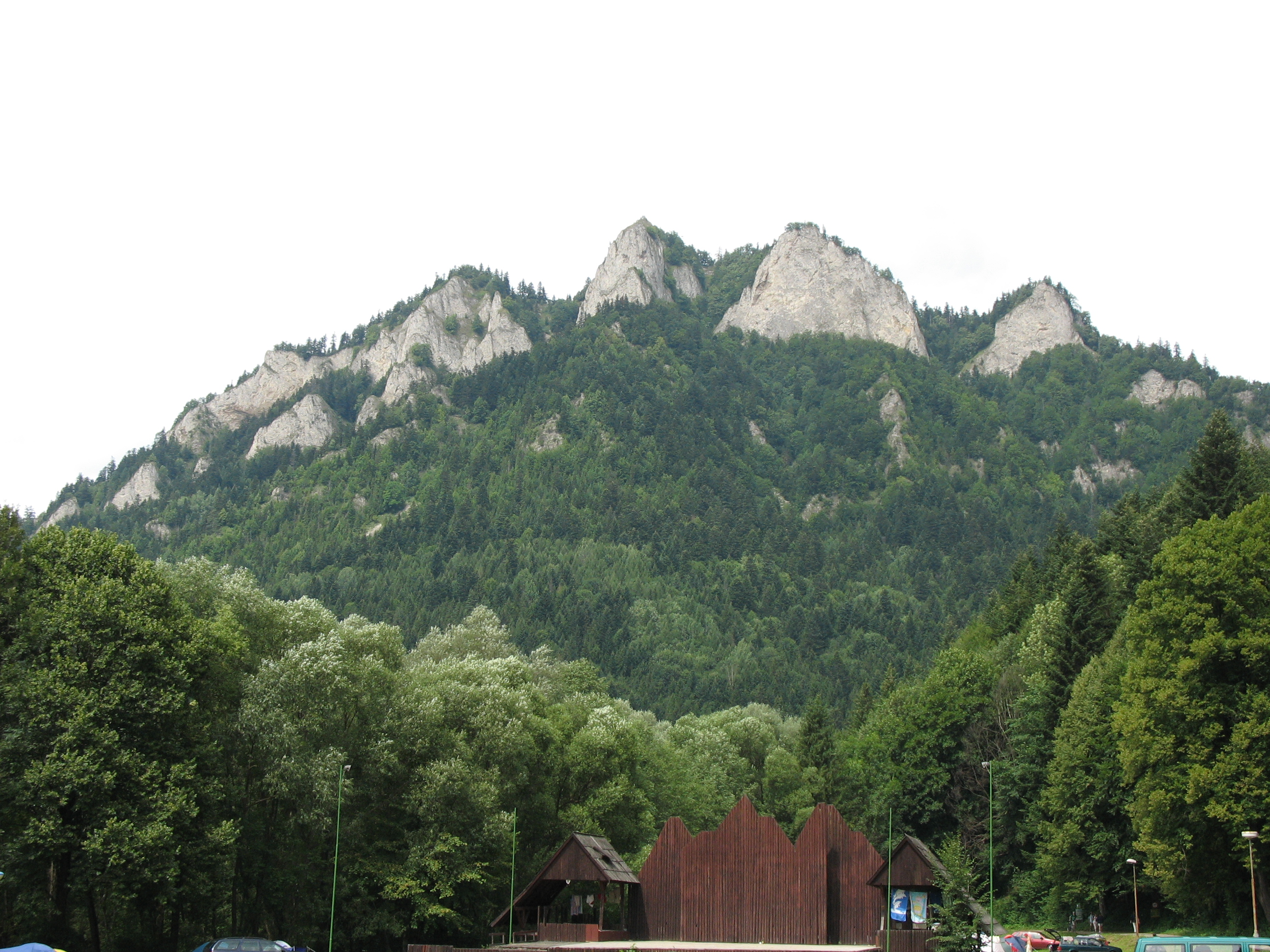
El pico Tres Coronas.
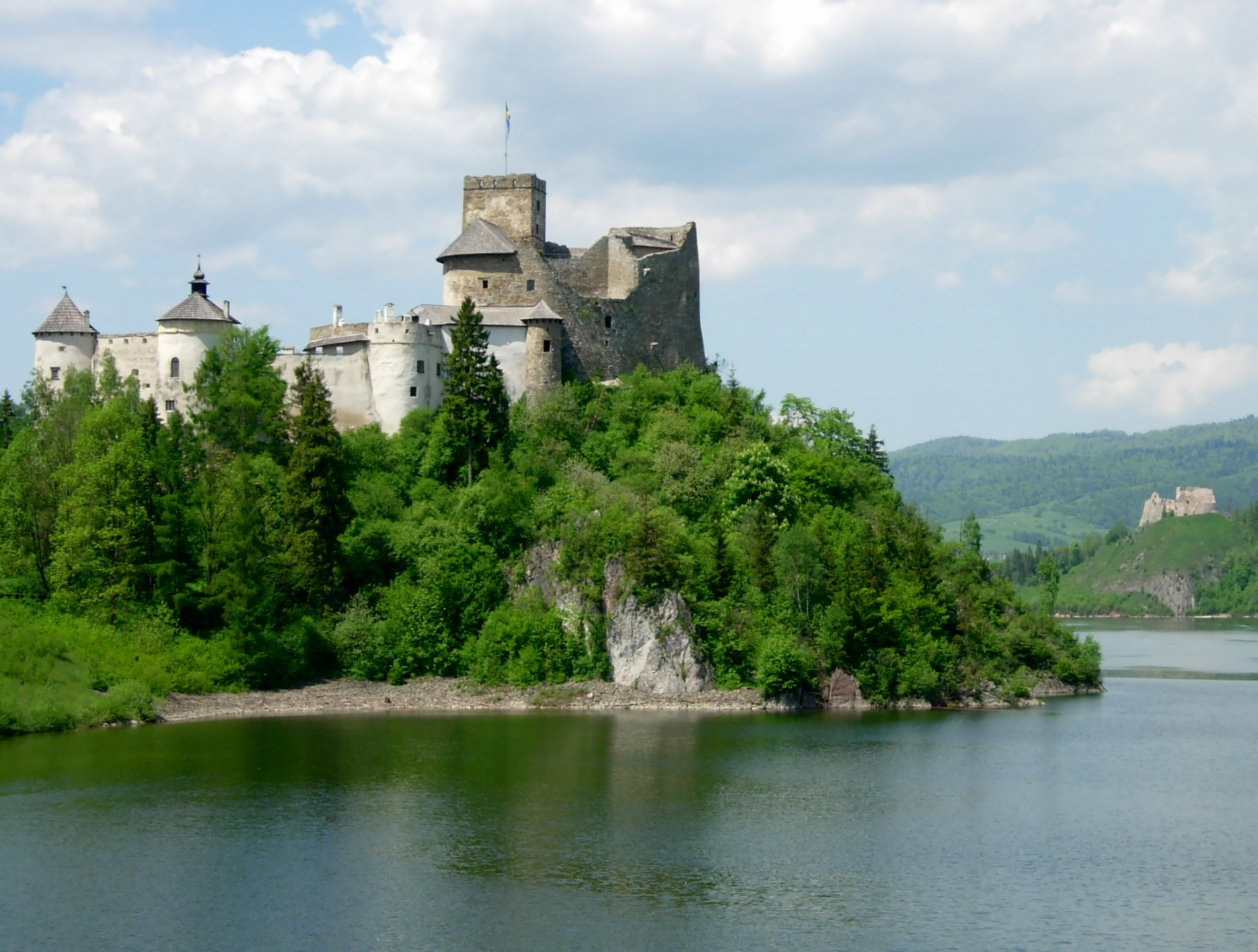
Castillo de Czorsztyn.
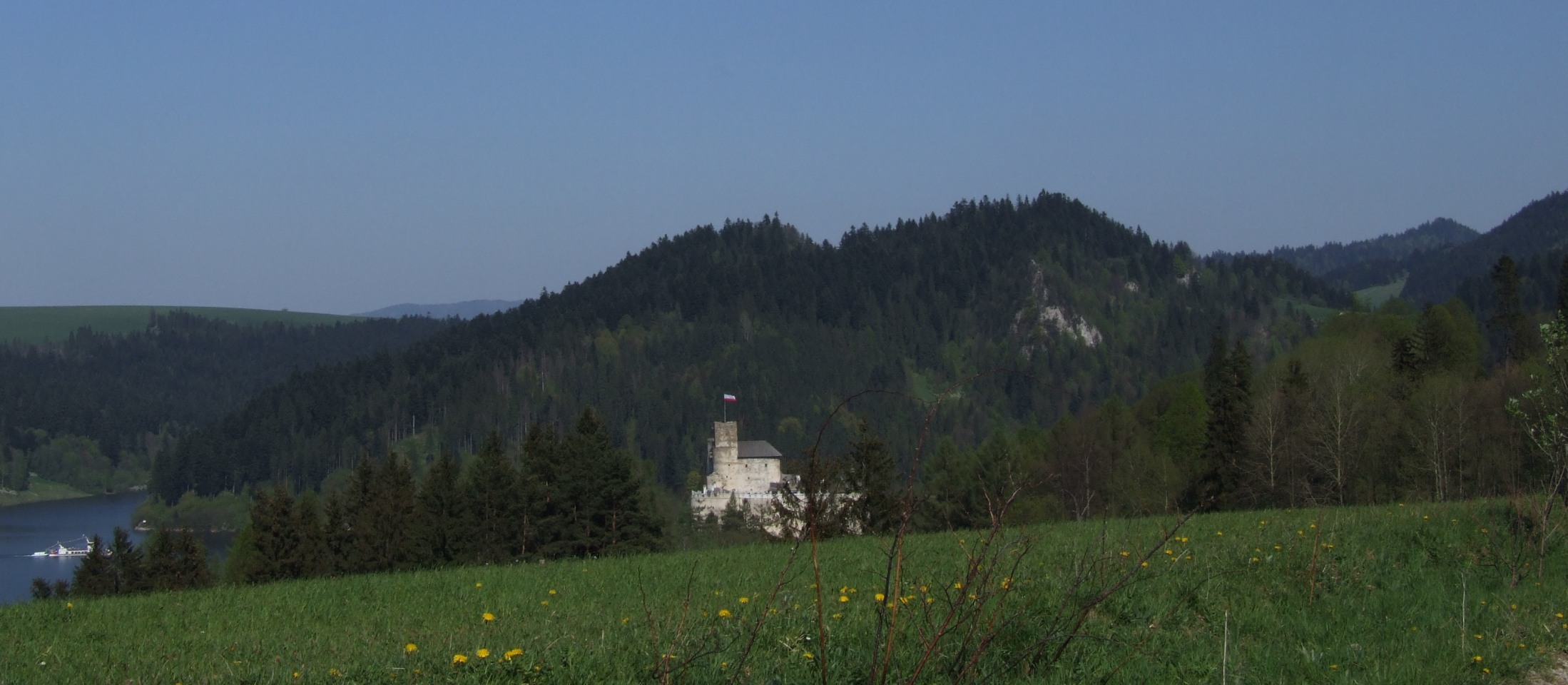